# Дора Діамант
Дора Діамант (пол. Dworja Diament, їд. Dora Dymant), у шлюбі Ласк (нар. 4 березня 1898, Паб'яниці — пом. 15 вересня 1952, Лондон) — польська акторка, журналістка, єврейська комуністична політична активістка. Супутниця письменника Франца Кафки, зберігала деякі з його останніх творів до того, як вони були конфісковані гестапо 1933 року. Врятувала деякі роботи Кафки, які він просив знищити незадовго до смерті.

## Життєпис
Дора Діамант була донькою Герша Арона Діаманта, успішного малого підприємця та хасидського послідовника Геррера Ребе. Її мати, Фрайда Фрідл Діамант, померла 1912 року; родина переїхала до Бендзина поблизу німецького кордону. Після короткого навчання на виховательку дитячого садка у Кракові у віці 21 року Дора Діамант переїхала до Берліна, де працювала в Берлінському єврейському народному домі.

### Стосунки з Кафкою
У липні 1923 року, у 25 років, Дора Діамант зустріла 40-річного Франца Кафку на балтійському курорті Граль-Мюріц, де працювала доглядальницею в колонії відпочинку «Фольксгайм». У вересні того ж року вони переїхали до спільної квартири в Берлін-Штеґліц, Грюневальдштрасе, 13. Оскільки інфляція в Німеччині в той час досягла апогею, їм довелося переїжджати двічі через фінансові проблеми. Тепер Кафка остаточно порвав з Прагою та своєю родиною, що найбільшим досягненням свого життя. У своїх пізніших нотатках Дора Діамант заперечувала образ невротичного, сексуально ненормального поета, описуючи Кафку як чуттєвого, як тварина (або дитина), і говорила про його життєрадісність, грайливість і жагу до життя. У цей період Кафка написав оповідання «Жіночка».
Шлюбні плани не здійснилися через спротив батька Діаманти. Здоров'я Кафки погіршилося через туберкульоз легенів. У квітні 1924 року він поїхав до санаторію в Керлінгу поблизу Клостернойбурга. Дора Діамант доглядала за ним до його смерті 3 червня 1924 року, і її відданість Кафці переконала його батьків подолати свої упередження проти неї. Коли справа дійшла до похорону Кафки, Герман Кафка телеграфував: «Дора вирішує».
Всупереч волі Франца Кафки, Дора Діамант зберігала у себе невідому кількість — і невідомий зміст — його записників. Вони були викрадені з її квартири разом з іншими паперами під час рейду гестапо 1933 року і, ймовірно, досі загублені у Федеральному архіві Німеччини, як і листи Франца Кафки до Дори Діамант.

### Комунізм
Наприкінці 1920-х Дора Діамант вивчала драматичне мистецтво в Дюссельдорфській академії драматичного мистецтва і працювала як професійна акторка. Вона отримала великий тріумф і перше визнання критики у 1928 році, виконавши головну роль принцеси Альми у п'єсі Франка Ведекінда «Король Ніколо, або Таке життя ».
У 1930-х  вона вступила до Комуністичної партії Німеччини і стала акторкою агітпропу. Одружилася з Людвігом (Лутцом) Ласком, головним редактором газети Комуністичної партії «Die Rote Fahne». 1 березня 1934 року народила доньку Франциску Маріанну Ласк.
Дора Діамант втекла з Німеччини разом з дочкою у 1936 році та приєдналася до чоловіка в Радянській Росії. Людвіг Ласк був заарештований у березні 1938 року і відправлений до трудового табору на Колимі за Полярним колом на крайньому сході Сибіру під час сталінських репресій. Дора Діамант залишила СРСР і поїхала через Європу до Англії, за тиждень до вторгнення Німеччини до Польщі 1939 року. У 1940 році Дора Діамант та її дочка були інтерновані до жіночого табору для ув'язнених Порт-Ерін на острові Мен як ворожі іноземці, після чого були звільнені 1941 року.

### Культура їдиш
У 1942 році Дора Діамант повернулася до Лондона, де читала лекції та оповідання на їдиш для «Друзів їдишу», працюючи над збереженням єврейської мови та культури. Водночас вона працювала модельєркою і відкрила ресторан. У 1945 році опублікувала свою першу театральну рецензію в «Loshn un Leben». Протягом наступних чотирьох років вона написала пів дюжини статей та есе для газети на їдиш. У 1949 році вона нарешті здійснила мрію всього свого життя, відвідавши нову державу Ізраїль.

### Смерть
Дора Діамант померла в 54 роки від ниркової недостатності в лікарні Плейстоу в східному Лондоні 15 серпня 1953 року. Похована в безіменній могилі на кладовищі Об'єднаної синагоги на Марлоу-роуд в Іст-Гемі. Її донька померла в Лондоні у вересні 1982 року. У 1999 році її родичі з Ізраїлю та Німеччини зібралися на її могилі, щоб викарбувати епітафію «Хто знає Дору, той знає, що таке любов».

## Збереження творів Кафки
Після смерті Кафки Дору Діамант критикували за те, що вона спалила низку його творів на прохання Кафки на його очах. Критикували її, однак, і за те, що вона вирішила зберегти деякі з його щоденників і 36 листів, які він їй написав. Попри прохання Макса Броди передати їй усі твори Кафки, що були у неї, вона зберегла кореспонденцію, призначену для нього. Макс Брод, як і інші люди, що володіли листами та іншими творами Кафки, також вирішили не виконувати його останню волю. Крім того, Дора Діамант таємно зберігала невідому кількість зошитів Кафки, які залишалися у неї, поки не були викрадені з її квартири разом з іншими паперами під час гестапівського рейду 1933 року.
Невідомо, які саме зошити опинилися у Дори Діамант, а які вже були передані Броду під час останньої хвороби Кафки. Пошуком цих зниклих документів у 1970-х роках займалися Макс Брод і німецький кафкознавець Клаус Вагенбах , а з 1990-х — Кафкіанський проєкт, що базується в Університеті Сан-Дієго в Каліфорнії.